# Valhermoso
Valhermoso ist ein Ort und eine Gemeinde (municipio) mit 18 Einwohnern (Stand: 2024) im Osten der Provinz Guadalajara in der Autonomen Gemeinschaft Kastilien-La Mancha in Zentralspanien. Neben dem Hauptort Valhermoso gehört auch der Weiler Escalera zur Gemeinde. 

## Lage und Klima
Valhermoso liegt im Iberischen Gebirge in einer Höhe von 1240 m. Die Entfernung zur westsüdwestlich gelegenen Provinzhauptstadt Guadalajara beträgt ca. 78 Kilometer (Fahrtstrecke). Das Klima ist warm und gemäßigt; der Jahresgesamtniederschlag (581 mm) kommt vor allem durch Niederschläge im Winter zustande.

## Bevölkerungsentwicklung
| Jahr      | 1960 | 1970 | 1981 | 1991 | 2001 | 2011 | 2021 |
| Einwohner | 226  | 96   | 56   | 52   | 42   | 39   | 26   |

## Sehenswürdigkeiten
- Kirche Mariä Himmelfahrt
- Marienkapelle